# 92e division d'infanterie (États-Unis)
Pour les articles homonymes, voir 92e division d'infanterie.
La 92e division d'infanterie (92nd Infantry Division) est une division de l'US Army qui participe aux deux guerres mondiales. Elle présente la particularité de n'être composée que de soldats afro-américains. De ce fait, son insigne présente un bison (buffalo en anglais), en référence aux Buffalos Soldiers, le surnom donné au XIXe siècle par les Amérindiens aux soldats afro-américains de l'armée américaine. 

## Première Guerre mondiale
Elle apparaît pour la première fois le 24 octobre 1917 au camp Fuston dans le Texas, peu après que les États-Unis ont décidé de prendre part à la Première Guerre mondiale. Elle arrive en France dans le courant de l'année 1918 mais ne participe qu'aux ultimes semaines de combat, lors de l'offensive Meuse-Argonne. Elle est démobilisée en 1919.
92e Division (1917–19)
- QG, 92e Division
- 183e Brigade d'Infanterie 
  - 365e RI
  - 366e RI

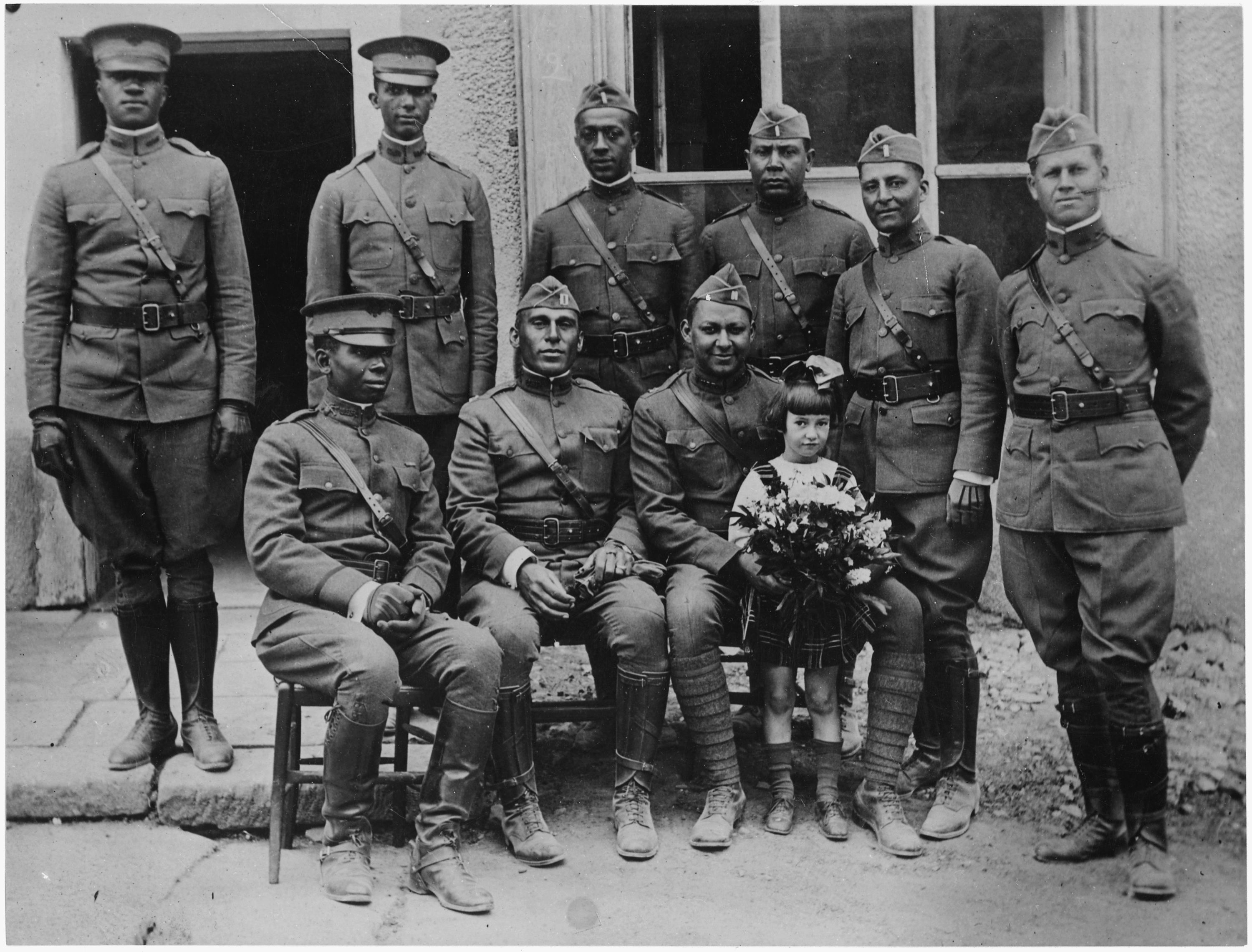
Officiers du RI en France, vers 1917.

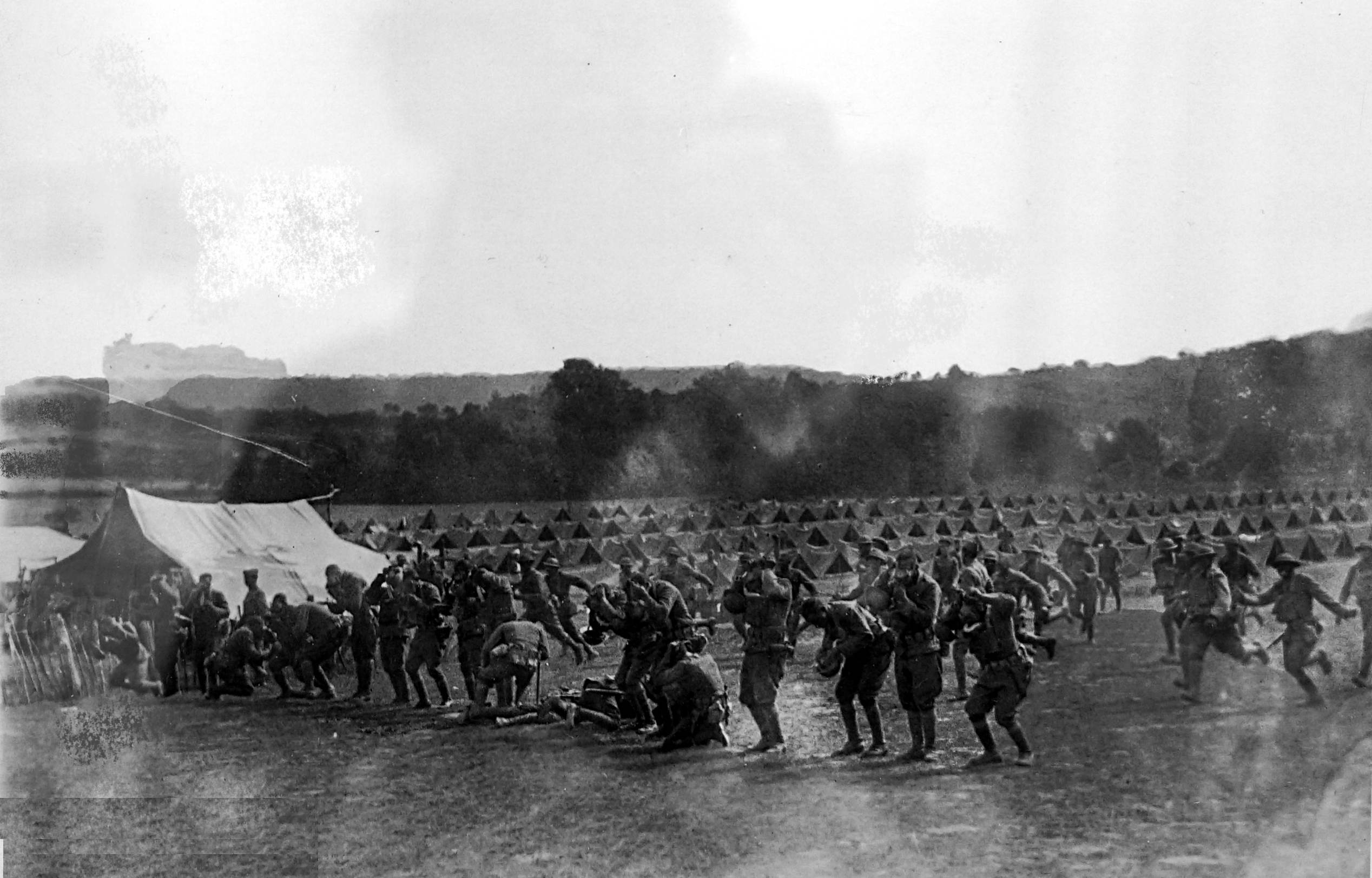
Le 366 RI campant.

  - 350e bataillon de mitrailleurs
- 184e Brigade d'Infantry 
  - 367e RI
  - 368e RI
  - 351e bataillon de mitrailleurs
- 167e Brigade d'artillerie
  - 349e RA
  - 350e RA
  - 351e RA
  - 317e Batterie de mortiers
- 349e bataillon de mitrailleurs
- 317e régiment du génie
- 317e Regiment médical
- 317e bataillon de signalisation
- attachées au QG du 92
- 317e du Train et de police militaire
  - 317e munition du train
  - 317e d'intendance du train
  - 317e génie du train
  - 317e Sanitaire du train
    - 365e 366e 367e et 368e compagnies d'ambulance et d'hôpital de cmapagne

## Seconde Guerre mondiale
La 92e division est reformée en 1942, à l'occasion de la Seconde Guerre mondiale. Après deux années d'entraînement, elle est envoyée en Europe lors de l'été 1944. Elle participe alors à la Campagne d'Italie, lors de laquelle elle connaît de rudes combats, lors desquels les pertes s'élèvent à 3 200 hommes. Elle intervient notamment à l'occasion de la prise de Lucques et dans les combats contre la ligne Gothique. En 1945, elle progresse rapidement le long de la côte ligurienne, pénétrant dans Gênes le 27 avril. Parmi les soldats de la division, deux sont récompensés de la Medal of Honor : John R. Fox et Vernon J. Baker. 

## Photographies

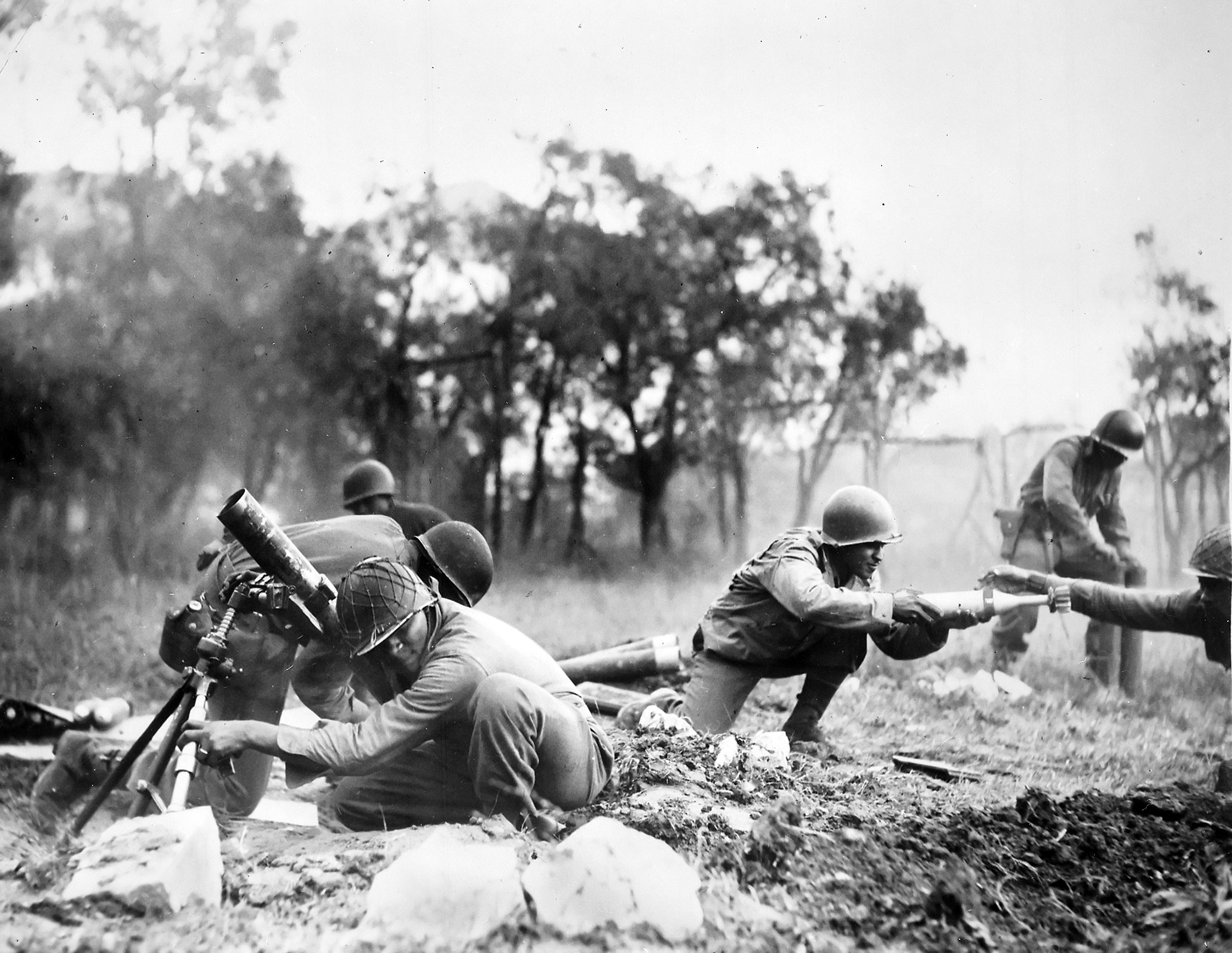
Soldats de la division tirant au mortier à Massa en Italie, novembre 1944.
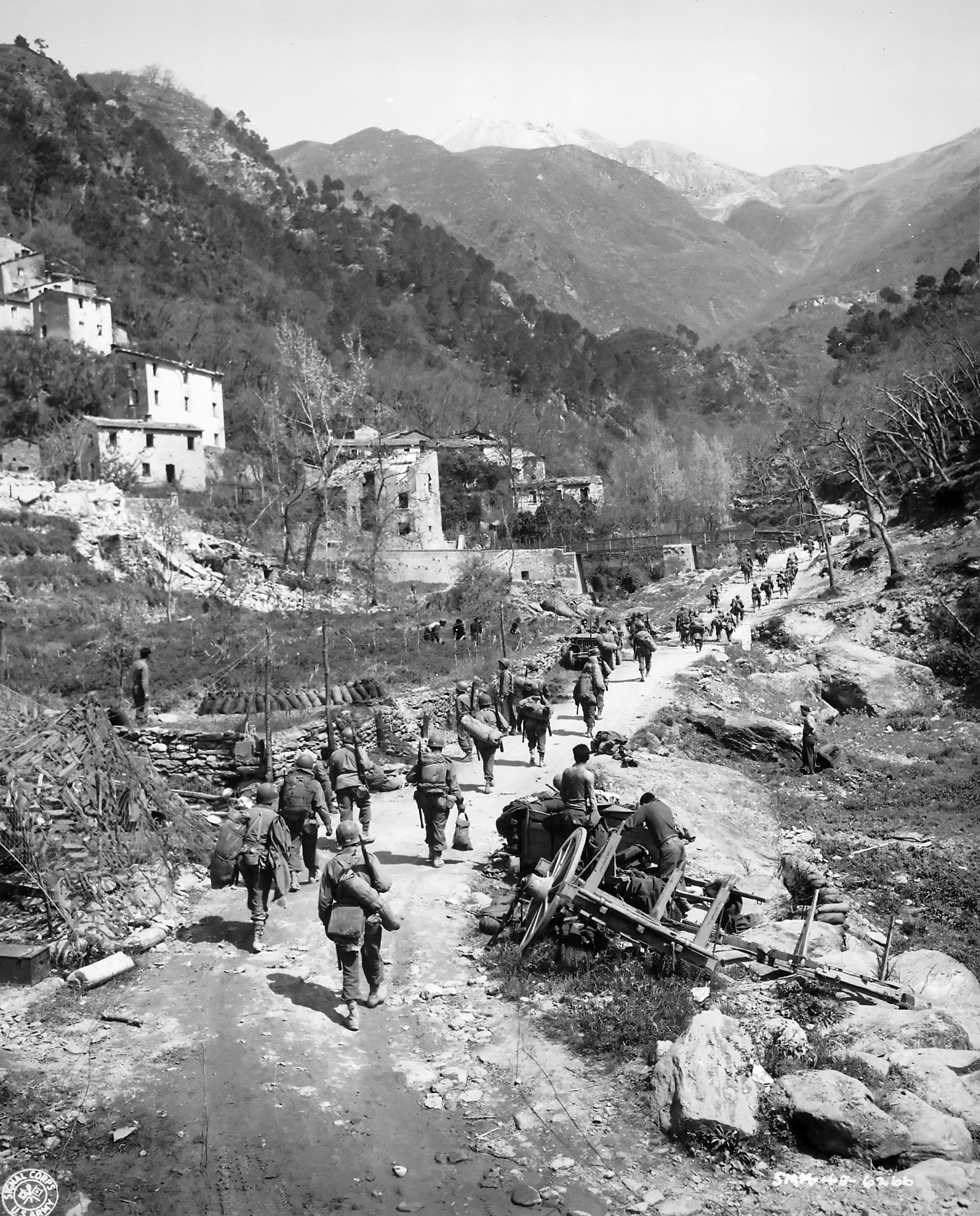
Membres de la 92e division poursuivant les soldats allemands en retraite à travers la vallée du Pô, deuxième moitié du mois d'avril 1945.
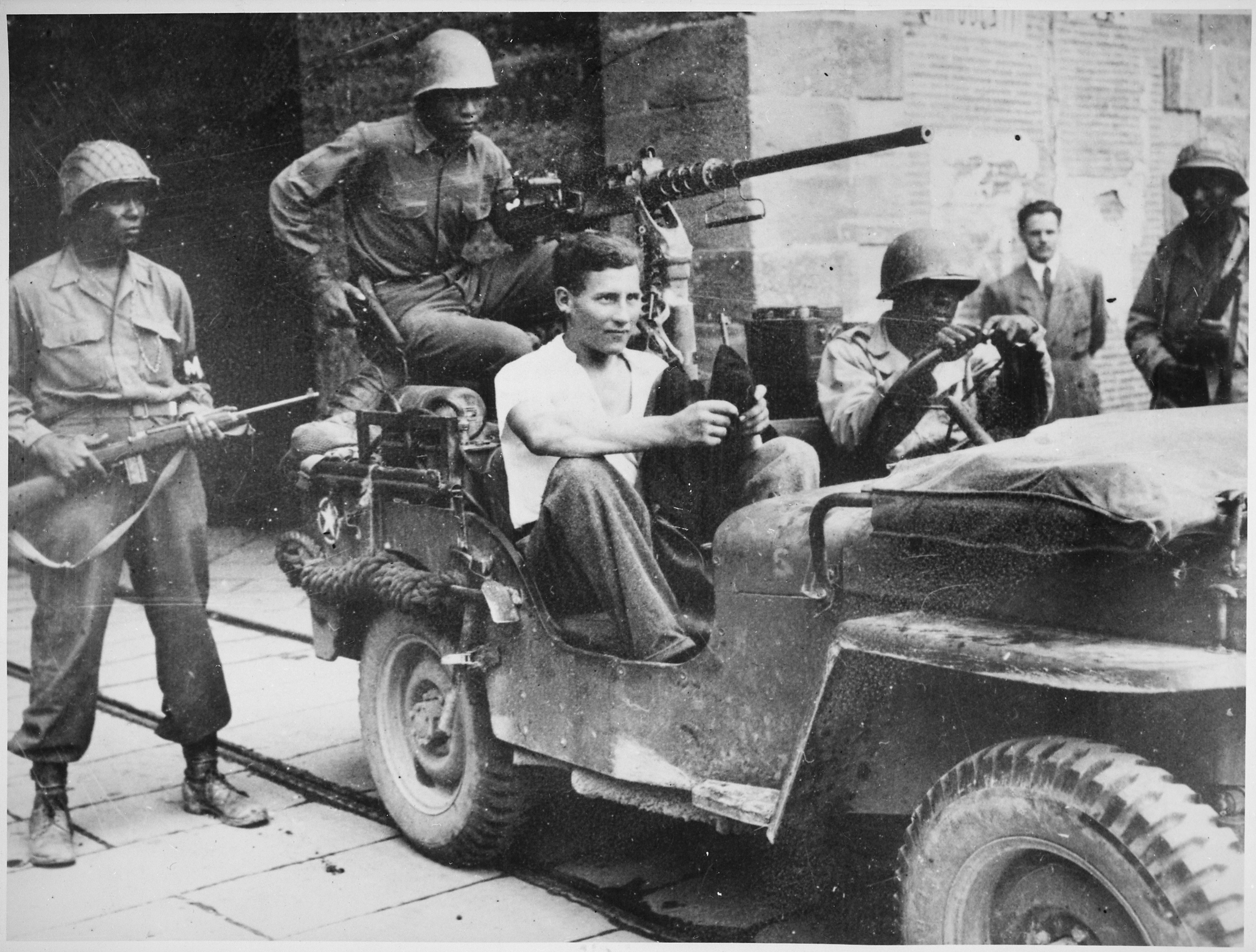
Soldats de la 92e division encadrant un prisonnier allemand.
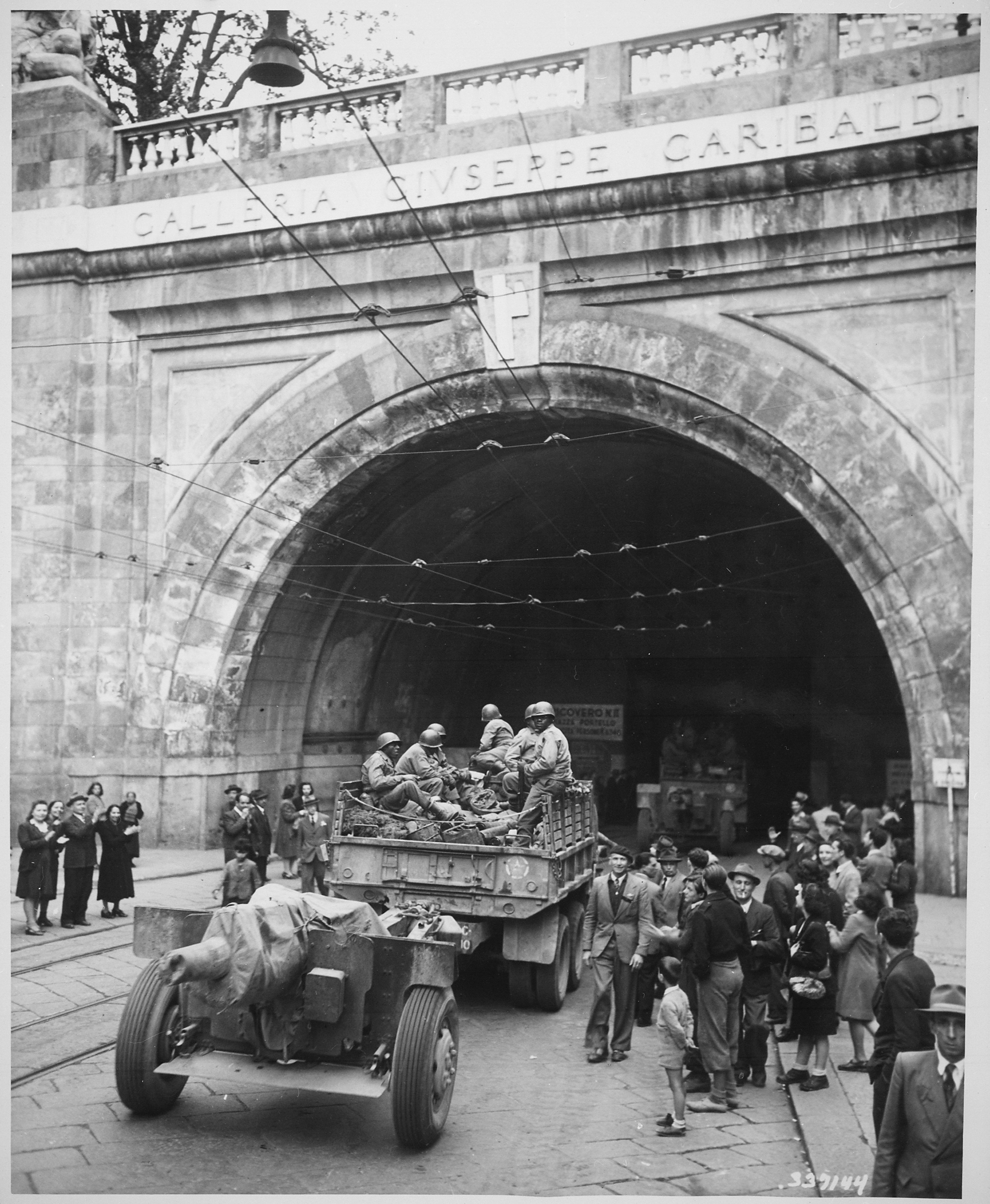
Soldats de la division dans la ville de Gênes venant d'être libérée par l'unité le 27 avril 1945.

## Dans la culture populaire
Le film italo-américain Miracle à Santa Anna (2008) de Spike Lee montre le destin de quelques soldats de la division durant la campagne d'Italie.